# Иване-Атабак I
Иване-Атабак (год. рожд. неизв. — 1287 год) — армянский князь нижнего Хачена с 1261 года. Сын Гасан-Джалала. Унаследовал правление отца, что было утверждено «по приказу Хулагу и Аргуна». Вместе с отцом и матерью Мамкан в 1255—1260 годах отправился в монгольскую столицу Каракорум. Продолжил строительство Гандзасара. Согласно Степаносу Епископу Иванэ-Атабак умер зимой 1287 года. Власть унаследовал сын Джалал. Сведения исторических источников о периоде правления Иване-Атабека I скудны. 
От одного из потомков Иване-Атабека I,- князя Атабека III произошел армянский княжеский род Атабекянов, последних владык-правителей Джрабердского княжества.